# 신비아파트 고스트볼Z
《신비아파트 고스트볼Z》는 투니버스에서 제작한 대한민국의 애니메이션으로, 신비아파트 시리즈 중 TV 애니메이션 제4기이다. 투니버스에서 2021년 9월 16일부터 2022년 7월 28일까지 매주 목요일 오후 8시에 방영되었다.

## 줄거리

### 파트 1(어둠의 퇴마사)
현우의 괴담 SNS가 유명해지며 여기저기서 의뢰가 들어오기 시작하고, 하리와 친구들은 귀신을 퇴치하며 문제를 해결해간다.
그러던 어느 날, 하리 일행 주위를 맴도는 수상한 남자가 나타난다. 강림마저 상대할 수 없을 만큼 막강한 힘을 가진 이 남자, 과연 그 정체는 무엇일까?
그리고 조금씩 드러나는 과거의 기억과 충격적인 진실들 
감춰진 비밀이 암흑 속에서 깨어나다

### 파트 2(귀도퇴마사)
점점 강해지는 귀신들에게 용감히 맞서는 하리, 두리 남매와 더욱 강해지기 위해 봉인된 기억을 깨우려는 강림
마침내 드러나는 진실과 돌이킬 수 없는 선택의 기로 앞,
운명을 건 위대한 전쟁이 시작된다...

## 주제가
[OP - 운명의 시간 (Time of Destiny)]
작사: 강민형 / 작곡, 편곡: 강민국, 임현지 / 노래: 윤도현
[ED - 유앤아이 (U&I)]
작사: 강민형, 정수혜 / 작곡, 편곡: 강민국, 임현지 / 노래: 드림노트

## 등장 아이템들
- 고스트볼 Z

번개, 바람속성 귀신을 소환할 수 있다. 주비가 업그레이드해준 하리와 두리의 고스트볼.
- 파워큐브

하리의 번개큐브, 두리의 바람큐브. 그 외에 어둠큐브,화염큐브,강철큐브도 있다.
- 사복검

뱀처럼 늘어나며 만편분해,현의 선풍 등의 기술이 있다. 귀도 현의 무기.
- 창공의 퇴마검

양날검이고 부적을 이용해서 능력을 바꿀 수 있다. 강림의 무기.
- 고스트 피규어

선귀를 승천시킬 때나 악귀를 물리쳤을 때 남기는 것.
- 요술 큐브

신비와 금비가 사용하는 도구로 귀신을 탐지할 수 있고 더 강한 요술을 사용할 수 있다.
- 블랙 고스트볼 Z

귀도 현의 고스트볼로 현룡을 소환하게 되고 어둠큐브로 속성귀를 소환할 수 있다.
- 귀도검

귀도 곤의 검(가칭)
- 철퇴

철의귀도의 무기(가칭)

## 제작진
- 원작: CJ ENM(기획)
- 기획: 이종민
- 총감독: 유재운
- 각본: 김종민, 류정하 파트1,2, 이시은 파트1
- 캐릭터 디자인: 최현식, 최휴인, 조소흠, 심우람, 엄미선, 박서현
- 애니 제작: 동우에이앤이, 장독대
- 제작 투자: 대교애니메이션제작투자조합, CJ ENM
- 기획: KBS
- 제작: 투니버스, CJ ENM
- 저작권: CJ ENM Corporation All rights reserved.